# パプアニューギニアの世界遺産
パプアニューギニアの世界遺産（パプアニューギニアののせかいいさん）について述べる。パプアニューギニアの世界遺産条約受諾は1997年7月28日のことであった。以下は第38回世界遺産委員会（2014年）終了時点の情報である。

## 文化遺産

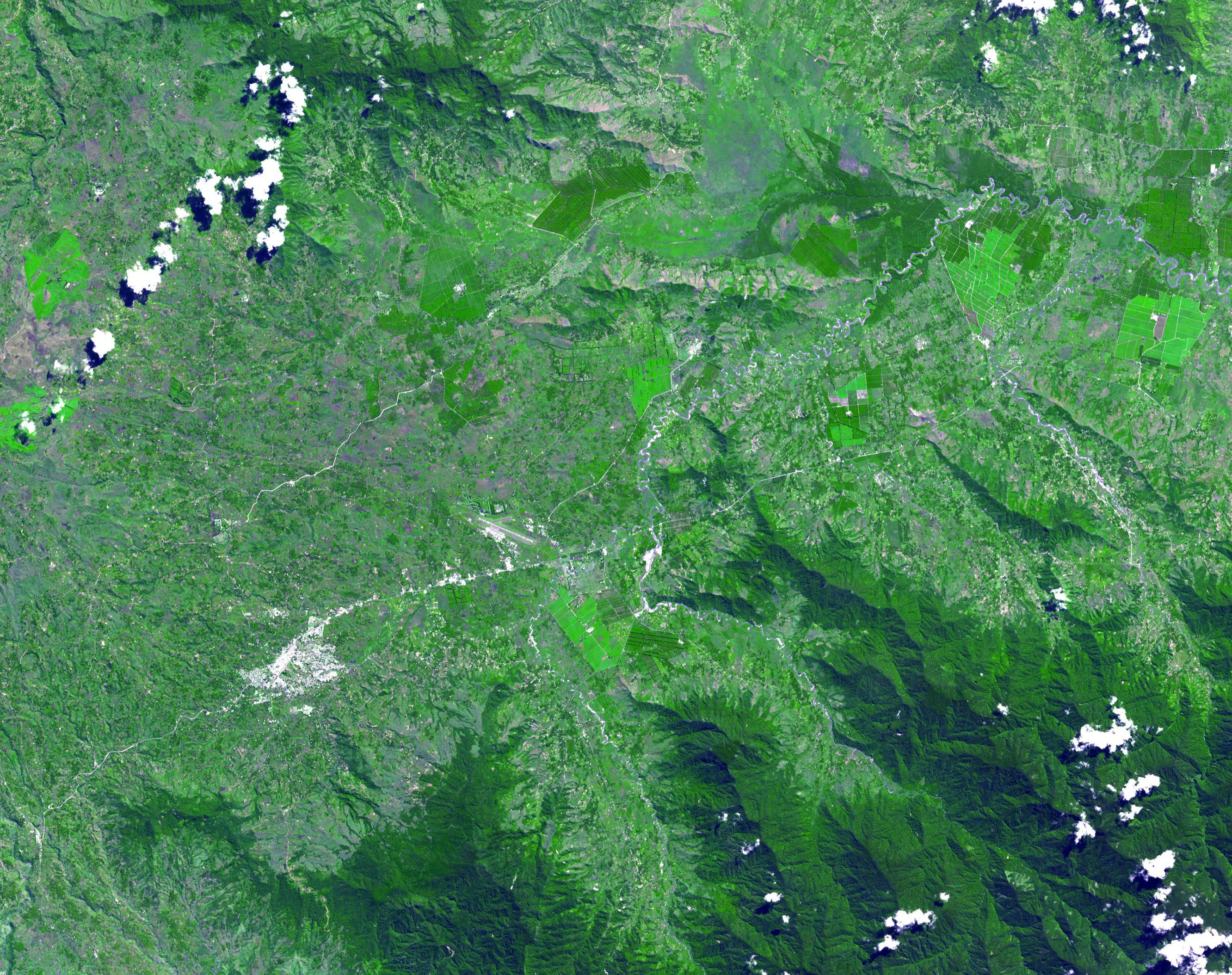
クックの衛星写真

- クックの初期農業遺跡 - 2008年

## 自然遺産
なし

## 複合遺産
なし

## 暫定リスト

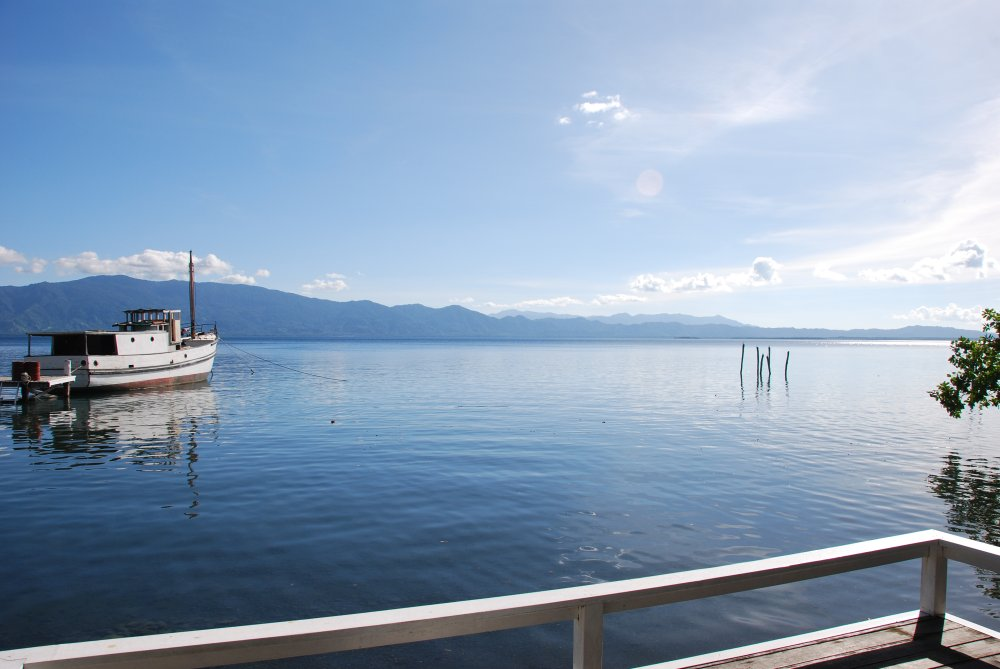
ミルン湾

世界遺産の暫定リストには、7件が記載されている（いずれも2006年記載）。
- キコリ川（英語版）盆地 / 大パプア台地 (Kikori River Basin / Great Papuan Plateau)
- ココダ・トラック（英語版）とオーエンスタンレー山脈 (Kokoda Track and Owen Stanley Ranges)
- フライ川越えの保護区群 (Trans-Fly Complex)
- ミルン湾の海洋景観（海洋生物多様性の太平洋の宝石群）(Milne Bay Seascape (Pacific Jewels of Marine Biodiversity))
- パプアニューギニアの荘厳なカルスト群 (The Sublime Karsts of Papua New Guinea)
- セピック川上流の盆地 (Upper Sepik River Basin)
- フォン半島のサンゴ礁段丘群 - 過去への階段 (Huon Terraces - Stairway to the Past)